# Cordillera del Cóndor
Die Cordillera del Cóndor (span. für „Kondor-Gebirge“) ist ein etwa 200 km langer Gebirgszug entlang der Grenze zwischen Ecuador und Peru. Sie bildet einen Teil der Zentralkordillere (Cordillera Real Oriental), in Ecuador der Cordillera Real, in Peru der Cordillera Central.

## Lage
Die Cordillera del Cóndor verläuft in nordnordöstlicher Richtung und trennt die ecuadorianischen Provinzen Zamora Chinchipe und Morona Santiago von der peruanischen Region Amazonas. Der Río Santiago begrenzt das Gebirge von der weiter nördlich gelegenen Cordillera de Kutukú. Im Westen wird die Cordillera del Cóndor von den Flüssen Río Zamora und Río Mayo sowie dessen Quellfluss Río Numbala begrenzt. An der Ostflanke befindet sich eine Beckenlandschaft, die vom Unterlauf des Río Santiago in südlicher Richtung durchflossen wird. Im Süden reicht das Gebirge, je nach Definition, bis zum Río Marañón. Das Gebirge wird auf ecuadorianischer Seite von dem Río Nangaritza und dem Río Coangos, auf peruanischer Seite sowie vom Río Comaina und Río Cenepa, durchflossen. Im Norden erreicht das Gebirge eine maximale Höhe von 2988 m (⊙).

## Ökologie
Die Cordillera del Cóndor ist mit Regenwald bedeckt und weist eine hohe Biodiversität auf. Sie bildet den Lebensraum vieler bedrohter Tierarten, insbesondere Amphibien und Vögel. Im Jahr 1999 wurde im Osten des Gebirges auf peruanischer Seite die Zona Reservada Santiago Comaina eingerichtet. Seit 2007 gibt es den peruanischen Nationalpark Ichigkat Muja – Cordillera del Cóndor. Auf ecuadorianischer Seite gibt es ebenfalls mehrere Schutzgebiete, darunter die Naturreservate Reserva Biológica El Cóndor und Reserva Biológica El Quimi.

## Geschichte
Das Gebiet war in der Vergangenheit mehrmals Schauplatz von bewaffneten Grenzstreitigkeiten zwischen Peru und Ecuador. Um das Gebiet der Cordillera del Cóndor fanden 1941 (Peruanisch-Ecuadorianischer Krieg), 1981 (Peruanisch-Ecuadorianischer Grenzkrieg) und 1995 (Cenepa-Krieg) Grenzkriege bzw. Scharmützel zwischen ecuadorianischen und peruanischen Truppen statt. Grund ist die Tatsache, dass die Grenzverläufe, die 1936 und 1942 (im Protokoll von Rio de Janeiro) festgelegt wurden, an einigen Stellen den Verlauf der Gebirgsfalten nicht eindeutig berücksichtigten und daher mehrfach zu unterschiedlichen Interpretationen des Grenzverlaufs durch beide Länder führten. In den Grenzkriegen kämpften auf ecuadorianischer Seite auch Soldaten aus den indigenen Gruppen der Shuar und Achuar, die aufgrund ihrer Ortskenntnis dem ecuadorianischen Militär in verschiedenen Situationen Vorteile verschafften und damit hohes Ansehen in der nationalen Öffentlichkeit erwarben. 1998 unterzeichneten die Präsidenten Jamil Mahuad (Ecuador) und Alberto Fujimori (Peru) schließlich einen Friedensvertrag, in dessen Verlauf die Grenze eindeutig festgelegt wurde. In der Folge wurde in der Region der Cordillera del Cóndor ein binationales Naturschutzgebiet eingerichtet, um die dortige Artenvielfalt zu schützen.